# Szeroki Żleb (Dolina Sucha Orawicka)

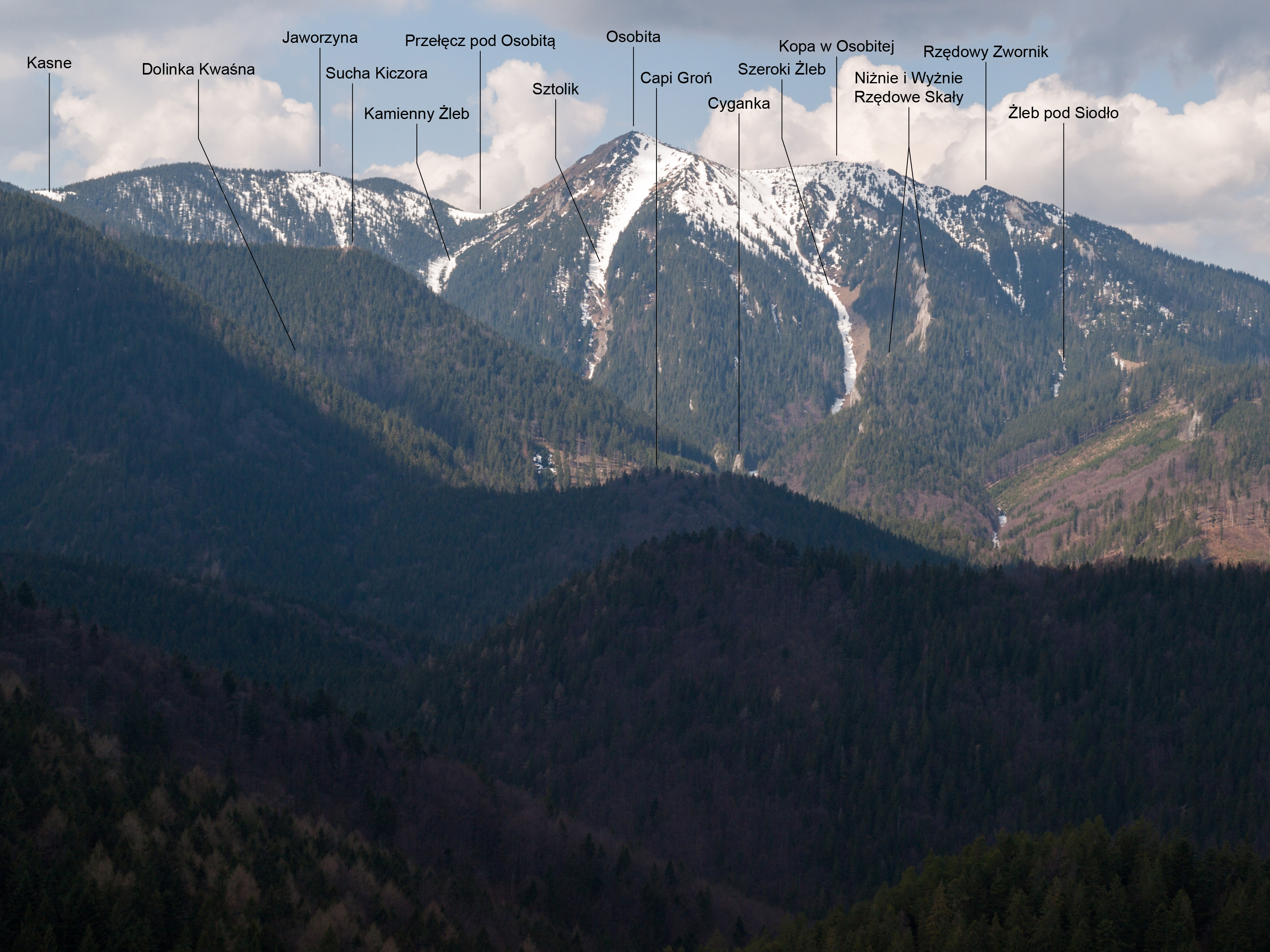
Szeroki Żleb na prawo od Osobitej, widok z Turka

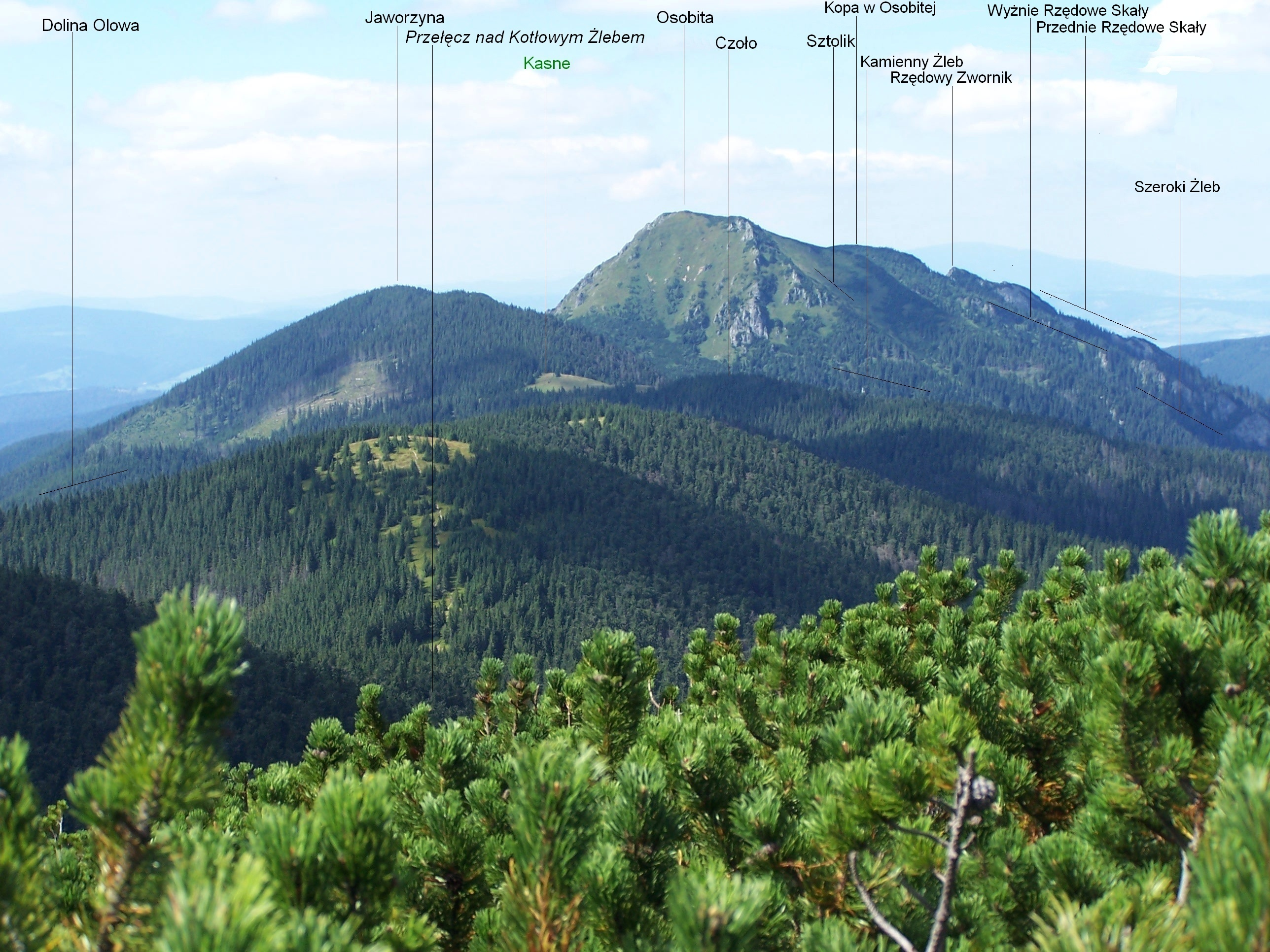
Widok z Bobrowieckiego Wierchu

Szeroki Żleb (słow. Široký žľab) – żleb w masywie Osobitej  w słowackich Tatrach Zachodnich. Jest orograficznie lewym odgałęzieniem Doliny Suchej Orawickiej. Opada z grani pomiędzy szczytem Osobitej (1687 m) a Kopą w Osobitej (1617 m), początkowo w północno-wschodnim kierunku, potem łukowato zmienia  kierunek na południowo-wschodni. Poniżej skałki Cyganka, na wysokości około 1020 m uchodzi do Doliny Suchej Orawickiej. Następuje to powyżej polany Pańskie Szałasisko. Orograficznie lewe ograniczenie Szerokiego Żlebu tworzy wschodnia grań Kopy w Osobitej z Wyżnimi i Niżnimi Rzędowymi Skałami, oddzielająca Szeroki Żleb od Żlebu pod Siodło, natomiast prawe – zakończona Cyganką wschodnia grzęda Osobitej oddzielająca Szeroki Żleb od Kamiennego Żlebu będącego głównym ciągiem Doliny Suchej Orawickiej. Żleb jest suchy, nie spływa nim żaden potok, porowate podłoże skał węglanowych powoduje, że woda wsiąka w głąb i spływa podziemnymi przepływami. Zimą natomiast schodzą żlebem lawiny.
Szeroki Żleb bywa też nazywany Suchym Żlebem (Suchý žľab). Dawniej był on wypasany i prowadził nim szlak turystyczny na Osobitą. W dolnej części ma charakter ciasnego wąwozu skalnego, wyżej rozszerza się w trawiaste koryto o szerokości około 50 m, po obydwu stronach ograniczone skalistymi grzędami. Jest bardzo stromy, szlak turystyczny prowadzony był zakosami. Górna część żlebu staje się coraz bardziej płytka i przechodzi w szeroką depresję. Dawno nie uczęszczana ścieżka w górnej części żlebu zarasta bujną kosodrzewiną i karłowatymi świerkami.
Po utworzeniu TANAP-u pasterstwo w słowackich Tatrach zniesiono. W 1989 r. na Osobitej utworzono obszar ochrony ścisłej Rezervácia Osobitá i zamknięto szlak prowadzący z Waniczki w Dolinie Bobrowieckiej Orawskiej przez Dolinę Suchą Orawicką i Szeroki Żleb na Osobitą. Jednym z podawanych przez TANAP uzasadnieniem tej decyzji była spowodowana ruchem turystycznym silna erozja stoku w górnej części Szerokiego Żlebu.